# Tympanocryptis pentalineata
Espèce
Statut de conservation UICN

 DD  : Données insuffisantes
Tympanocryptis pentalineata est une espèce de sauriens de la famille des Agamidae.

## Répartition
Cette espèce est endémique du Queensland en Australie.

## Description
Les 2 spécimens adultes mâles observés lors de la description originale mesurent entre 46,8 mm et 50,89 mm de longueur standard et le spécimen adulte femelle observé lors de la description originale mesure 59,09 mm de longueur standard.

## Étymologie
Le nom spécifique pentalineata vient du latin penta, cinq, et de lineata, strié, en référence aux cinq lignes blanches présentes sur le corps de cette espèce.

## Publication originale
- Melville, Smith, Hobson, Hunjan & Shoo, 2014 : The Role of Integrative Taxonomy in the Conservation Management of Cryptic Species: The Taxonomic Status of Endangered Earless Dragons (Agamidae: Tympanocryptis) in the Grasslands of Queensland, Australia. PLoS ONE, vol. 9, no 7 (texte intégral).